# Lestapank
Lestapank ist eine unbewohnte Insel, 4,2 Kilometer von der größten estnischen Insel Saaremaa entfernt. Die Insel liegt in der Landgemeinde Saaremaa im Kreis Saare. Sie gehört zum Nationalpark Vilsandi.
Lestapank ist 100 Meter lang und 20 Meter breit.